# Большой Иглино
Большой Иглино — ручей в России, протекает по Чудовскому району Новгородской области. Длина ручья — 13 км.
Вытекает из болота Яменский Мох. Течёт на северо-восток по берёзово-осиновым лесам. В низовьях пересекается дорогой Спасская Полисть — Малая Вишера и принимает справа приток — ручей Малый Иглино. Вблизи устья протекает через озеро и впадает в Волхов слева в 161 км от его устья у села Кузино на высоте 18 м над уровнем моря.

## Данные водного реестра
По данным государственного водного реестра России относится к Балтийскому бассейновому округу, речной бассейн реки Нева (включая бассейны рек Онежского и Ладожского озера), речной подбассейн реки — Волхов (российская часть бассейна), водохозяйственный участок реки —Волхов.
Код объекта в государственном водном реестре — 01040200612202000018681.